# Жоффруа де Монбрей
Жоффруа де Монтбрі, (фр. Geoffroy de Montbray; ? — 1093) — єпископ Кутансу, прелат, воїн, адміністратор часів нормандського завоювання Англії, права рука Вільгельма Завойовника.
Походив з небагатої французької лицарської родини, центром чиїх володінь був замок Монтбрі в південній частині півострова Котантен. У 1048 році отримав посаду єпископа Кутансу. Взяв участь у вторгненні в Англію, в битві при Гастінгсі та в коронації Вільгельма І.
Як нагороду отримав значні маєтки в Англії. Був при Вільгельмі під час його візиту до Нормандії у 1067 році. Після повернення до Англії брав активну участь у військовому придушенні серії повстань проти норманської влади. У той час, як Вільгельм з військом діяли на півночі проти повстанців у Мерсії та Нортумбрії, Жоффруа зібрав військові сили з Лондону, Вінчестеру та Солсбері та очолив їхні дії проти повстанців, що обложили замок Монтакут у вересні 1069 року. У 1075 році під час повстання графів він, разом з єпископом Одо, командував військами, що діяли проти Ральфа де Гуадера — бунтівного графа Норфолку, чию фортецю Норвіч вони обложили за захопили.
Після смерті Вільгельма Завойовника, Жоффруа приєднався до повстання проти його спадкоємця, Вільгельма Рудого. Використовуючи Бристоль, де він свого часу збудував сильну фортецю, як базу, сили Жоффруа де Монтбрі спалили Бат та зплюндрували Сомерсет, але вже наприкінці року Жоффруа склав зброю та присягнув королю. Після 1090 він повернувся до Кутансу, де за кілька років помер. Його наслідником став племінник Роберт де Моубрей.